# Enrichetta d'Este
Enrichetta d'Este (Enrichetta Marie; 27. května 1702, Modena – 30. ledna 1777, Fidenza) byla sňatkem se svým bratrancem Antonínem Farnese parmskou vévodkyní. Během svého domnělého těhotenství a bezvládí po manželově smrti byla také parmskou regentkou.

## Život

### Původ a rodina
Enrichetta se narodila jako třetí dcera modenského vévody Rinalda d'Este a jeho manželky Šarloty Brunšvicko-Lüneburské. Jméno dostala po babičce z matčiny strany, Benediktě Jindřišce Falcko-Simmernské.
Její starší bratr František byl dědicem modenského vévodství. V roce 1720 se oženil s Šarlotou Aglaé Orleánskou, dcerou vévody Filipa II. Orleánského, regenta Francie během dětství Ludvíka XV. U modenského dvora si Šarlota Aglaé dobře rozuměla s Enrichettou i jejími dvěma staršími sestrami Benedettou (1697–1777) a Amálií (1699–1778).
V roce 1725 patřila Enrichetta mezi princezny, o kterých se vážně uvažovalo jako o manželkách pro francouzského krále Ludvíka XV., když byl původní seznam 99 princezen omezen na 17. Francouzský první ministr, vévoda z Bourbonu, ji však považoval za příliš podřadnou na pozici královny a nestabilní situaci v její rodině za důvod odmítnutí její kandidatury a nakonec byla ze seznamu vyškrtnuta.

### Parmská vévodkyně
Enrichetta byla zasnoubena s parmským vévodou Antonínem, jehož matka Marie d'Este byla její tetou. Oddáni v zastoupení byli během velkolepého obřadu 5. února 1728 v Modeně, ženicha zastupoval Enrichettn bratr František.
Poté odcestovala do Parmy, kam slavnostně vstoupila 6. července 1728, v Porta San Michele ji přivítaly davy jásajících přihlížejících. Oslavy trvaly až do roku 1730. Antonín často navštěvoval modenský dvůr a byl si blízký s Enrchettiným bratrem.
Manželství bylo dojednáno Antonínovým státním sekretářem a hraběnkou Bori, kteří donutili neochotného vévodu ke sňatku s Enrichettou, sestrou svého přítele. Manželství, navzdory Antonínovým snahám o početí, zůstalo bezdětné.

### Problém regentství
Antonín zemřel 20. ledna 1731. Předchozí den oznámil, že je Enrichetta těhotná; po jeho smrti byla vytvořena regentská rada pro potenciálního dědice složená z Enrichetty, biskupa, prvního státního tajemníka a dvou mužů ode dvora.
Bylo rozhodnuto, že pokud by Enrichetta porodila dceru, vévodství by přešlo na dvanáctiletého infanta Karla, nejstaršího syna Alžběty Parmské, manželky španělského krále Filipa V. a neteře Antonína. Enrichetta se tak stala parmskou regentkou, podporovanou císařskými vojáky. Její těhotenství bylo zpochybněno španělskou královnou, stejně jako její matkou, Enrichettinou švagrovou, Doroteou Žofií Falcko-Neuburskou, která si přála bránit právo Dona Karla, a papežem, který si přál začlenit vévodství do Papežského státu. Enrichetta však byla podporována císařem, který se postavil proti španělskému vlivu v Parmě. Na žádost Španělska byla Enrichetta v květnu 1731 vyšetřena lékaři, kteří potvrdili její těhotenství. Zpráva byla vyhlášena po Parmě a poté po evropských dvorech. Její regentství tak mohlo s podporou císaře pokračovat.
22. července však Druhá vídeňská smlouva oficiálně uznala podle londýnské smlouvy (1718) právo mladého infanta Karla na vévodství Parmy a Piacenzy. Když Španělsko požadovalo, aby byl Enrichettin porod veřejnou záležitostí, císař odvolal svou podporu Enrichettě a zrušil původní plán na uspořádání simulovaného porodu.
Španělská královna přesvědčila svou matku, aby nechala Enrichettu 13. září 1731 znovu vyšetřit; zjistilo se, že Enrichetta těhotná není a rod Farnese vymře po meči. Karel Španělský se stal parmským vévodou a Enrichettino regentství skončilo. Do doby Karlovi plnoletosti byla regentkou jmenována jeho babička z matčiny strany Dorotea Žofie Falcko-Neuburská. Parmská vévodkyně vdova se nevrátila k otcovu dvoru v Modeně a přestěhovala se do vévodského paláce Colorno, kde byla v domácím vězení pod ochranou švýcarské gardy. V prosinci 1731 byla nucena vrátit se do vévodského paláce v Parmě, aby vrátila parmské korunní klenoty Dorotě, která byla 29. prosince 1731 formálně ustanovena hlavou regentské rady.
Enrichetta zůstala v Parmě, kde dělila svůj čas mezi Piacenzu, Fidenzu a Cortemaggiore.

### Druhé manželství
23. března 1740 se osmatřicetiletá Enrichetta v Piacenze znovu provdala za o šest let mladšího prince Leopolda Hesensko-Darmstadtského, syna lankraběte Filipa Hesensko-Darmstadtského a princezny Marie Terezy z Croÿ. Ani s druhým manželem Enrchetta neměla žádné děti.
Leopold zemřel v roce 1764 a Enrichetta se stala podruhé vdovou. Zemřela 30. ledna 1777 ve věku 74 let. Pohřbena byla v kapucínském klášteře ve Fidenze.

## Vývod z předků
|                   |                                       |  |                             |                                 |  |  |  |  |  |  |  | Cesare d'Este |
|                   |                                       |  |                             |                                 |  |  |  |  |  |  |  |               |
|                   | Alfons III. d'Este                    |  |                             |                                 |  |  |  |  |  |  |  |               |
|                   |                                       |  |                             |                                 |  |  |  |  |  |  |  |               |
|                   |                                       |  |                             | Virginie Medicejská             |  |  |  |  |  |  |  |               |
|                   |                                       |  |                             |                                 |  |  |  |  |  |  |  |               |
|                   | František I. d'Este                   |  |                             |                                 |  |  |  |  |  |  |  |               |
|                   |                                       |  |                             |                                 |  |  |  |  |  |  |  |               |
|                   |                                       |  |                             | Karel Emanuel I.                |  |  |  |  |  |  |  |               |
|                   |                                       |  |                             |                                 |  |  |  |  |  |  |  |               |
|                   | Isabela Savojská                      |  |                             |                                 |  |  |  |  |  |  |  |               |
|                   |                                       |  |                             |                                 |  |  |  |  |  |  |  |               |
|                   |                                       |  |                             | Kateřina Michaela Španělská     |  |  |  |  |  |  |  |               |
|                   |                                       |  |                             |                                 |  |  |  |  |  |  |  |               |
|                   | Rinaldo d'Este                        |  |                             |                                 |  |  |  |  |  |  |  |               |
|                   |                                       |  |                             |                                 |  |  |  |  |  |  |  |               |
|                   |                                       |  |                             | Carlo Barberini                 |  |  |  |  |  |  |  |               |
|                   |                                       |  |                             |                                 |  |  |  |  |  |  |  |               |
|                   | Taddeo Barberini                      |  |                             |                                 |  |  |  |  |  |  |  |               |
|                   |                                       |  |                             |                                 |  |  |  |  |  |  |  |               |
|                   |                                       |  |                             | Costanza Magalotti              |  |  |  |  |  |  |  |               |
|                   |                                       |  |                             |                                 |  |  |  |  |  |  |  |               |
|                   | Lukrécie Barberini                    |  |                             |                                 |  |  |  |  |  |  |  |               |
|                   |                                       |  |                             |                                 |  |  |  |  |  |  |  |               |
|                   |                                       |  |                             | Filip I. Colonna                |  |  |  |  |  |  |  |               |
|                   |                                       |  |                             |                                 |  |  |  |  |  |  |  |               |
|                   | Anna Colonna                          |  |                             |                                 |  |  |  |  |  |  |  |               |
|                   |                                       |  |                             |                                 |  |  |  |  |  |  |  |               |
|                   |                                       |  |                             | Lukrécie Tomacelli              |  |  |  |  |  |  |  |               |
|                   |                                       |  |                             |                                 |  |  |  |  |  |  |  |               |
| Enrichetta d'Este |                                       |  |                             |                                 |  |  |  |  |  |  |  |               |
|                   |                                       |  |                             |                                 |  |  |  |  |  |  |  |               |
|                   |                                       |  | Vilém Brunšvicko-Lüneburský |                                 |  |  |  |  |  |  |  |               |
|                   |                                       |  |                             |                                 |  |  |  |  |  |  |  |               |
|                   | Jiří Brunšvicko-Lüneburský            |  |                             |                                 |  |  |  |  |  |  |  |               |
|                   |                                       |  |                             |                                 |  |  |  |  |  |  |  |               |
|                   |                                       |  |                             | Dorothea Dánská                 |  |  |  |  |  |  |  |               |
|                   |                                       |  |                             |                                 |  |  |  |  |  |  |  |               |
|                   | Jan Fridrich Brunšvicko-Lüneburský    |  |                             |                                 |  |  |  |  |  |  |  |               |
|                   |                                       |  |                             |                                 |  |  |  |  |  |  |  |               |
|                   |                                       |  |                             | Ludvík V. Hesensko-Darmstadtský |  |  |  |  |  |  |  |               |
|                   |                                       |  |                             |                                 |  |  |  |  |  |  |  |               |
|                   | Anna Eleonora Hesensko-Darmstadtská   |  |                             |                                 |  |  |  |  |  |  |  |               |
|                   |                                       |  |                             |                                 |  |  |  |  |  |  |  |               |
|                   |                                       |  |                             | Magdalena Braniborská           |  |  |  |  |  |  |  |               |
|                   |                                       |  |                             |                                 |  |  |  |  |  |  |  |               |
|                   | Šarlota Brunšvicko-Lüneburská         |  |                             |                                 |  |  |  |  |  |  |  |               |
|                   |                                       |  |                             |                                 |  |  |  |  |  |  |  |               |
|                   |                                       |  |                             | Fridrich Falcký                 |  |  |  |  |  |  |  |               |
|                   |                                       |  |                             |                                 |  |  |  |  |  |  |  |               |
|                   | Eduard Falcký                         |  |                             |                                 |  |  |  |  |  |  |  |               |
|                   |                                       |  |                             |                                 |  |  |  |  |  |  |  |               |
|                   |                                       |  |                             | Alžběta Stuartovna              |  |  |  |  |  |  |  |               |
|                   |                                       |  |                             |                                 |  |  |  |  |  |  |  |               |
|                   | Benedikta Jindřiška Falcko-Simmernská |  |                             |                                 |  |  |  |  |  |  |  |               |
|                   |                                       |  |                             |                                 |  |  |  |  |  |  |  |               |
|                   |                                       |  |                             | Karel I. Gonzaga                |  |  |  |  |  |  |  |               |
|                   |                                       |  |                             |                                 |  |  |  |  |  |  |  |               |
|                   | Anna Gonzagová                        |  |                             |                                 |  |  |  |  |  |  |  |               |
|                   |                                       |  |                             |                                 |  |  |  |  |  |  |  |               |
|                   |                                       |  |                             | Kateřina de Mayenne             |  |  |  |  |  |  |  |               |
|                   |                                       |  |                             |                                 |  |  |  |  |  |  |  |               |